# 岩井郵便局
岩井郵便局（いわいゆうびんきょく）
- 千葉県南房総市にある郵便局。局番号は05134。
- 茨城県坂東市にある郵便局。本記事にて記述する。

岩井郵便局（いわいゆうびんきょく）は茨城県坂東市にある郵便局。民営化前の分類では集配普通郵便局であった。

## 概要
住所：〒306-0699 茨城県坂東市岩井4635-2

## 沿革
- 1873年（明治6年） - 岩井郵便取扱所として開設[1]。
- 1875年（明治8年）1月1日 - 岩井郵便局（五等）となる。
- 1885年（明治18年）6月25日 - 貯金取扱を開始。
- 1892年（明治25年）1月1日 - 為替取扱を開始。
- 1900年（明治33年）12月1日 - 岩井郵便電信局となる。
- 1903年（明治36年）4月1日 - 通信官署官制の施行に伴い、岩井郵便局となる。
- 1954年（昭和29年）11月1日 - 飯島簡易郵便局の廃止に伴い、取扱事務を承継[2]。
- 1963年（昭和38年）11月15日 - 七重郵便局および長須郵便局[3]から電話交換事務を移管。
- 1968年（昭和43年）1月23日 - 電話交換および和文電報配達業務を、岩井電報電話局に移管。
- 1974年（昭和49年）10月28日 - 特定郵便局から普通郵便局に局種別改定。同日、森戸郵便局から集配業務の一部（同局の郵便区の内、岩井市域の集配業務）[4]を移管。
- 1998年（平成10年）9月1日 - 外国通貨の両替および旅行小切手の売買に関する業務取扱を開始。
- 2006年（平成18年）9月11日 - 猿島郵便局から集配業務を移管[5]。
- 2007年（平成19年）10月1日 - 民営化に伴い、併設された郵便事業岩井支店に一部業務を移管。
- 2012年（平成24年）10月1日 - 日本郵便株式会社発足に伴い、郵便事業岩井支店を岩井郵便局に統合。

## 取扱内容
- 郵便、印紙、ゆうパック、内容証明
- 貯金、為替、振替、振込、国際送金、外貨両替・トラベラーズチェック、国債、投資信託
- 生命保険、バイク自賠責保険、自動車保険、がん保険、引受条件緩和型医療保険
- ゆうちょ銀行ATM
- 坂東市内の集配業務
- ゆうゆう窓口

## 周辺
- 坂東市役所
- 茨城県立岩井高等学校
- 坂東市総合文化センター

## アクセス
- 関鉄バス、茨急バス 岩井局前停留所下車
- 常磐自動車道 谷和原ICから北西へ約14km
- 国道354号沿い
- 駐車場あり：21台